# Carl Spitteler
Carl Friedrich Georg Spitteler (Liestal, Suïssa, 1845 - Lucerna, 1924) fou un escriptor suís en llengua alemanya, guardonat amb el Premi Nobel de Literatura l'any 1919.

## Biografia
Va néixer el 24 d'abril del 1845 a la ciutat de Liestal, població situada al cantó de Basilea-Camp. Va estudiar dret a la Universitat de Zúric, on es va graduar el 1863, i posteriorment va estudiar teologia a Zúric, Heidelberg i Basilea. Durant vuit anys, fou preceptor privat a Rússia i Finlàndia, i esdevingué el 1871 mestre d'escola a Berna i La Neuveville.
Va morir el 29 de desembre del 1924 a la ciutat de Lucerna.

## Obra literària
El 1881, inicià la seva activitat literària sota el pseudònim de Carl Felix Tandem publicant un poema al·legòric en prosa, Prometheus und Epimetheus; posteriorment, l'any 1924, el publicà sota el seu nom amb el títol de Prometheus der Dulder.
Entre 1900 i 1905, va escriure el poema èpic al·legòric Olympischer Frühling (Primavera olímpica), publicat l'any 1906, per la qual cosa fou guardonat amb el Premi Nobel de Literatura de l'any 1919.

## Obra publicada
- 1881 Prometheus und Epimetheus
- 1883 Extramundana
- 1887 Ei Ole
- 1887 Samojeden
- 1887 Hund und Katze
- 1887 Olaf
- 1888 Bacillus
- 1889 Das Bombardement von Åbo
- 1889 Schmetterlinge
- 1889 Der Parlamentär
- 1890 Das Wettfasten von Heimligen
- 1891 Friedli der Kolderi
- 1891 Gustav
- 1892 Literarische Gleichnisse
- 1892 Der Ehrgeizige
- 1893 Jumala. Ein finnisches Märchen
- 1896 Balladen
- 1897 Der Gotthard
- 1898 Conrad, der Leutnant
- 1898 Lachende Wahrheiten
- 1900 Die Auffahrt
- 1901 Hera die Braut
- 1903 Die hohe Zeit
- 1904 Ende und Wende
- 1905 Olympischer Frühling el compositor Walter Courvoisier va posar música (prolèg simfònic)
- 1906 Imago, autobiografia
- 1906 Gras und Glockenlieder
- 1907 Die Mädchenfeinde
- 1920 Meine frühesten Erlebnisse
- 1924 Prometheus der Dulder